# ZOMBIEMEN
『ZOMBIEMEN』（ゾンビメン）は、岡エリと樹崎聖の共同執筆による漫画。『月刊アフタヌーン』（講談社）において、2009年1月号から2009年3月号まで連載された。

## あらすじ
死に行く主人公達が、掛け替えのない大切な思いを遂げるために目の下に涙型のホクロを持つ少年・ショボクロの助けを得てゾンビとなって復活し、本懐を遂げる物語。
消防士編
ホテル火災から宿泊客を助けるため業火に飛び込む消防士を描いた一編。
ボクサー編
親に捨てられた子供たちのためリングに上がり続ける男を描いた一編。
エカテリナ編
戦禍から祖国を守るため「誰にでも扱える銃」を開発した男の苦悩を描いた一編。掲載当時存命だった実在の人物ミハイル・カラシニコフを題材にし、氏の主張に反する内容に批判があった。
前・後編に分かれた力作だが、単行本化されず自費出版で加筆修正版が発行されている。

## 登場人物
ショボクロ
本作品のキーキャラクター。左目の下に涙型のホクロを持つ謎の少年。古ぼけたとんがり帽子とローブに身を包み、かすかに覗かせる腕には包帯が巻かれている。
ガムランボールを常に持ち歩いていて、音色とともに人々の前に姿を現す。一切歳を取らず時と場所とを渡り歩き、神出鬼没なその存在は都市伝説や怪談の類として囁かれている。
自らの命よりも大切な思い、魂の煌めきを持つ人間を「美しき者」と呼ぶ。小指の爪で「美しき者」をひっかくことにより、その人間を思いの力だけで動く存在「ゾンビ」とすることができる。またそうでない人間はその場で腐って死んでしまう。

## 書誌情報
- 岡エリ・樹崎聖 『ZOMBIE MEN』 講談社〈アフタヌーンKC〉、全1巻
  1. 2010年1月22日初版発行（同日発売[1]）、ISBN 978-4-06-314596-0 - 書き下ろしでおまけまんがが描かれている。